# Lovex
Lovex – fiński zespół rockowy/rock'n'rollowy powstały na przełomie 2001–2002 r. w Tampere. Członkowie zespołu używają pseudonimów.
Grupa ma na swoim koncie cztery albumy studyjne. Pierwszy z nich "Divine Insanity" pokrył się złotem w Finlandii. Zespół Lovex startował w fińskich eliminacjach do Eurowizji w 2007 roku. Nie udało dostać się im do konkursu. W Finlandii obowiązują 4 półfinały i finał eliminacji. Lovex w pierwszej części finału zajął drugie miejsce, a w drugiej trzecie.
Lovex wydał międzynarodową wersję albumu Divine Insanity, która 16 lutego 2007 wyszła w krajach niemieckojęzycznych. Następnie zespół zrealizował krążek w Japonii, który pojawił się w japońskich sklepach 17 września 2007. 
W 2008 r. grupa wydała album o nazwie Pretend or Surrender, który można dostać w Finlandii od 30 kwietnia 2008 oraz od 2 maja 2008 w krajach niemiecojęzycznych

## Skład
- Theon McInsane (Torsti Mäkinen) – wokal
- Vivian Sin'amor (Risto Katajisto) – gitara
- Sammy Black (Sami Saarela) – gitara
- Christian (Teppo Kristian Toivonen) – keyboard
- Julian [Juke] Drain (Juho Järvensivu) – perkusja
- Jason (Timo Karlsson) – gitara basowa

## Dyskografia

### Albumy
- Divine Insanity (2006)
- Pretend or Surrender (2008)
- Watch out! (2011)
- State of Mind (2013)

### Single
- Bleeding (2005)
- Guardian Angel (2006)
- Die A Little More (2006)
- Remorse (2006)
- Anyone, anymore - singel eurowizyjny (2007)
- Wild and violent  - singel eurowizyjny (2007)
- Take a shot (2008)
- Don't Let Me Fall (2009)
- Slave for the glory (2011)
- U.S.A. (2011)

## Wideografia
- Guardian Angel (2006)
- Bullet for the pain (2006)
- Anyone, Anymore (2007)
- Take a shot (2008)
- Turn (2008)
- Slave for the glory (2011)
- U.S.A. (2011)
- Action
- Watch Out!
- Don Juan
- Miracle
- California